# Ischioloncha strandiella
Ischioloncha strandiella là một loài bọ cánh cứng trong họ Cerambycidae.